# Förenta nationernas lista över icke-självstyrande områden
Förenta nationernas lista över icke-självstyrande områden är en lista över de sjutton områden som enligt FN betraktas som ännu ej avkoloniserade. Tvisten kring områdenas slutgiltiga status behandlas i FN:s specialkommitté för avkolonisering. 
Följande områden finns med på listan över icke självstyrande områden med nationen som administrerar området:

## Afrika
- Västsaharaa

a Till större delen kontrollerat av Marocko sedan 1970-talet. Det var en väpnad konflikt mellan Front Polisario och Marocko från 1976 till 1991 när det blev vapenstillestånd. Spanien meddelade FN 1976 att de hade lämnat sin koloni.

## Atlanten och Karibien
- Anguilla, Storbritannien
- Bermuda, Storbritannien
- Brittiska Jungfruöarna, Storbritannien
- Caymanöarna, Storbritannien
- Falklandsöarna, (Malvinerna) Storbritannien
- Montserrat, Storbritannien
- Sankta Helena, Ascension och Tristan da Cunha, Storbritannien
- Turks- och Caicosöarna, Storbritannien
- Amerikanska Jungfruöarna, Amerikas förenta stater

## Europa
- Gibraltar, Storbritannien

## Oceanien
- Amerikanska Samoa, Amerikas förenta stater
- Franska Polynesien, Frankrike
- Guam, Amerikas förenta stater
- Nya Kaledonien, Frankrike
- Pitcairnöarna, Storbritannien
- Tokelau, Nya Zeeland